# Čadinje
Čadinje (izvirno srbsko Чадиње) je naselje v Srbiji, ki upravno spada pod Občino Prijepolje; slednja pa je del Zlatiborskega upravnega okraja.

## Demografija
V naselju, katerega izvirno (srbsko-cirilično) ime je Чадиње, živi 194 polnoletnih prebivalcev, pri čemer je njihova povprečna starost 33,3 let (33,2 pri moških in 33,4 pri ženskah). Naselje ima 76 gospodinjstev, pri čemer je povprečno število članov na gospodinjstvo 3,51.
To naselje je, glede na rezultate popisa iz leta 2002, večinoma srbsko.
|  |

| Demografija | Demografija     | Demografija     |
| Leto        | Št. prebivalcev | Št. prebivalcev |
| ----------- | --------------- | --------------- |
|             |                 |                 |
|             |                 |                 |
|             |                 |                 |
|             |                 |                 |
| 1948        | 207             |                 |
| 1953        | 217             |                 |
| 1961        | 212             |                 |
| 1971        | 267             |                 |
| 1981        | 342             |                 |
| 1991        | 255             | 255             |
| 2002        | 278             | 267             |
|             |                 |                 |

| Etnična sestava po popisu iz leta 2002 | Etnična sestava po popisu iz leta 2002 | Etnična sestava po popisu iz leta 2002 | Etnična sestava po popisu iz leta 2002 | Etnična sestava po popisu iz leta 2002 |
| -------------------------------------- | -------------------------------------- | -------------------------------------- | -------------------------------------- | -------------------------------------- |
| Srbi                                   | Srbi                                   |                                        | 213                                    | 79,77%                                 |
| Bošnjaki                               | Bošnjaki                               |                                        | 28                                     | 10,48%                                 |
| Muslimani                              | Muslimani                              |                                        | 20                                     | 7,49%                                  |
| Črnogorci                              | Črnogorci                              |                                        | 6                                      | 2,24%                                  |
| Neznano                                | Neznano                                |                                        | 0                                      | 0,0%                                   |